# شاکا ماوولی
شاکا ماوولی (انگلیسی: Shaka Mawuli؛ زادهٔ ۱۶ مهٔ ۱۹۹۸) بازیکن فوتبال اهل غنا است که در حال حاضر به صورت قرضی از باشگاه فوتبال سودتیرول، برای باشگاه فوتبال اتلتیکو آرتزو بازی می‌کند. 
از باشگاه‌هایی که در آن بازی کرده است می‌توان به باشگاه فوتبال اسپال اشاره کرد.